# Lampetis chromatopus
Lampetis chromatopus es una especie de escarabajo del género Lampetis, familia Buprestidae. Fue descrita científicamente por Obenberger en 1928.